# Palabras griegas para el amor
La filosofía griega antigua diferencia las principales formas conceptuales y las distintas palabras para el vocablo moderno del amor: agápē, érōs, philía, philautía, storgē y xenía.

## Lista de conceptos
Aunque existen más palabras griegas para referirse al amor, variantes y posiblemente subcategorías, un resumen general considerando estos conceptos del griego antiguo es:
- Agápē (ἀγάπη, agápē[1]) significa «amor: especialmente amor incondicional, caridad; el amor de Dios por la persona y de la persona por Dios».[2] Agápē se usa en textos antiguos para denotar amor incondicional, y también se usaba para referirse a una fiesta de amor.[3] Los cristianos utilizan ágape para expresar el amor incondicional de Dios por sus hijos.[4] Tomás de Aquino explicó este tipo de amor como «querer el bien del otro».[5]
- Eros (ἔρως, érōs) significa «amor, principalmente de la pasión sexual».[6] La palabra griega moderna «erotas» significa «amor íntimo». Platón perfeccionó su propia definición: Aunque eros se siente inicialmente por una persona, con la contemplación se convierte en una apreciación de la belleza dentro de esa persona, y en última instancia puede trascender lo particular para convertirse en una apreciación de la belleza en sí misma, de ahí el concepto de amor platónico para significar «sin atracción física». En el Simposio (El banquete) de Platón, Sócrates sostiene que el eros ayuda al alma a recordar su conocimiento inherente de la belleza ideal y la verdad espiritual. Así, la forma ideal de la belleza juvenil despierta el deseo erótico, pero también apunta hacia ideales espirituales más elevados.[7]
- Philia (φιλία, philía) significa «consideración afectuosa, amistad», normalmente «entre iguales».[8] Es un amor virtuoso desapasionado.[9] En la obra de Aristóteles Ética nicomáquea, philia se expresa de diversas maneras como lealtad a los amigos («amor fraternal»), a la familia y a la comunidad; requiere virtud, igualdad y familiaridad.
- Storge (στοργή, storgē) significa «amor, afecto» y «especialmente de padres e hijos».[10] Es la empatía común o natural, como la que sienten los padres por los hijos.[11] Se usa poco en las obras antiguas, casi exclusivamente para describir las relaciones familiares. También puede expresar mera aceptación o tolerancia, como en «amar» al tirano. También puede describir el amor a la patria o el entusiasmo por un equipo deportivo favorito.
- Philautia (φιλαυτία, philautía) significa «amor propio». Amarse a sí mismo o «tener en cuenta la propia felicidad o ventaja»[12] se ha considerado tanto una necesidad humana básica como un defecto moral, afín a la vanidad y el egoísmo,[13] sinónimo de amour-propre o egotismo. Los griegos dividieron además este amor en positivo y negativo: uno, la versión malsana, es el amor obsesionado consigo mismo, y el otro es el concepto de autocompasión. Aristóteles también considera que la philautia es la raíz de un tipo general de amor por la familia, los amigos, el disfrute de una actividad, así como el que se da entre amantes.
- Xenía (ξενία, xenía) es un antiguo concepto griego de hospitalidad, «amistad entre invitados» o «amistad ritualizada». Era una institución social que exigía generosidad, intercambio de regalos y reciprocidad.[14] La hospitalidad hacia los extranjeros y los helenos viajeros se entendía como una obligación moral bajo el patrocinio de Zeus Xenios y Atenea Xenia. Muchos entienden la Odisea como una historia principalmente relacionada con este concepto. Por ejemplo, el hecho de que los pretendientes de Penélope no recibieran adecuadamente al disfrazado Odiseo en su propia casa puede considerarse la justificación de su posterior desaparición.[15]